# Herlíkovické štoly
Herlíkovické štoly byly přírodní památka. Tvořily ji dvě patra starých štol na levém břehu Labe vpravo od silnice Vrchlabí – Špindlerův Mlýn, v prostoru Labské soutěsky asi pět kilometrů před Špindlerovým Mlýnem v okrese Trutnov. V minulosti se zde těžilo železo, byly však prováděny i průzkumy výskytu uranu. Chráněné území bylo 1. července 2021 zrušeno.
Stará důlní díla jsou důležitým zimovištěm netopýrů. Slouží i k ochraně zbytků skarnového rudního ložiska a středověkých důlních chodeb.

## Historie
Původně středověké dílo bylo překopáno a prodlouženo zejména při vyhledávání uranu během 50. let 20. století. Místy jsou zachovány jak původní středověké profily chodeb, tak stopy po kladení ohně, tedy zahřívání horniny, aby při následném prudkém ochlazení rozpukala. Na několika místech se zachovaly stopy zrudnění i drobnější části nevytěženého skarnu. Jedná se zejména o železnou rudu, magnetovec, který byl z větší části odtěžen v 15.–18. století. Přírodní památka je v letním období často narušována nepovolenými vstupy zřejmě amatérských mineralogů (po překonání speciálních uzávěrů), zimování netopýrů však nebývá rušeno.

## Geologie
Netopýři zimují ve dvou štolách. Jedna vyúsťuje několik metrů nad úrovní silnice z Vrchlabí do Špindlerova Mlýna. Ústí druhé štoly se nachází o 113 m výše a poněkud jižněji ve svahu nad spodní štolou. Obě štoly jsou raženy směrem jih–jihovýchod, délka spodní činí okolo 1 270 m, délka horní dosahuje 760 m včetně četných rozrážek. Štoly jsou raženy zpočátku v různých typech ortorul, které v zadních partiích přecházejí ve svorové ruly a ve skarn s magnetitem.

## Flora a fauna
Botanický průzkum nebyl prováděn. První publikované zprávy o netopýrech z této lokality pocházejí z roku 1953 a 1959. Pravidelné sledování netopýrů začalo v roce 1967. Během dlouhodobého pozorování bylo v Herlíkovických štolách nalezeno 14 druhů z celkového počtu osmnácti druhů v Krkonoších. Pravidelně tu zimují vzácní netopýr severní (Eptesicus nilssonii) a netopýr pobřežní (Myotis dasycneme), netopýr Brandtův (Myotis brandti), netopýr řasnatý (Myotis nattereri) a netopýr brvitý (Myotis emarginatus). Kromě netopýrů žije ve štolách nebo přezimuje celá řada bezobratlých živočichů, např. blešivec Niphargus cf. tatrensis, sklepnice obecná (Scoliopteryx libatrix) a píďalka vlnopásník trnkový (Triphosa dubitata), bedlobytky a lanýžovky (např. Heleomyza captiosa) a někteří další.